# Vlastimil Havlíček
Vlastimil Havlíček (12. července 1924 – 5. února 1991) byl český fotbalista, brankář, reprezentant Československa. Za československou reprezentaci odehrál v letech 1948–1950 pět utkání, 3× nastoupil v reprezentačním B-mužstvu. V lize odehrál 81 zápasů. Hrál za SK Plzeň (1943–1944) a Ingstav Teplice (1948–1952).